# Grevillea intricata
Grevillea intricata är en tvåhjärtbladig växtart som beskrevs av Meissn.. Grevillea intricata ingår i släktet Grevillea och familjen Proteaceae. Inga underarter finns listade i Catalogue of Life.